# Port Royale 2
A Port Royale 2 egy 16-17. században a Karib-tengeren játszódó hajós játék. 4 nemzet alkotja a játékot: Spanyolország, Anglia, Franciaország, illetve Hollandia. A játék 7 küldetést tartalmaz, amelyeket a játékos időkorlát nélkül teljesíthet.
an 60 daráros kapott helyet, ezek közül 30 a spanyoloké, 14 az angoloké, 9 a franciáké, 7 a hollandoké. Minden város 5 terméket tud előállítani. A termékbú: búza, gyümölcs, tégla, kukorica, cukor, gyapjú, kender, kakaó, indigó és Dohány. Emellett a telepes szállító flották minden kormányzói- illetve alkirályi székhelyre fűszert, bort, szerszámot, és munkásokat hoznak Európából. A szabad játék 1600. június 1-jén kezdődik abban a városban, amelatjátékos  vákasztttrut.
Az alábbi táblázat a hajók neveit, maximum ágyúi számát, és a legénység számát tartalmazza:
| Hajó neve           | Ágyúk száma | Legénység száma |
| Naszád              | 8           | 30              |
| Szlúp               | 14          | 40              |
| Brigg               | 16          | 50              |
| Bárka               | 20          | 60              |
| Kalózbárka          | 24          | 80              |
| Fleute              | 16          | 80              |
| Kereskedelmi fleute | 8           | 100             |
| Gálya               | 32          | 120             |
| Korvett             | 22          | 80              |
| Fregatt             | 26          | 100             |
| Katonai korvett     | 32          | 120             |
| Katonai fregatt     | 40          | 120             |
| Karakk              | 40          | 140             |
| Karavella           | 40          | 160             |
| Hadigálya           | 46          | 180             |
| Sorhajó             | 50          | 200             |

A termékek 5 féle témakörre bonthatók:
-Létszükségleti cikkek (búza, gyümölcs, fa, tégla)
-Nyersanyagok (kukorica, cukor, gyapot, kender)
-Késztermékek (hús, ruha, kötél, rum)
-Gyarmati áruk (Kávé, kakaó, indigó, dohány)
-Import termékek (fűszer, bor, szerszám)
Rendezvény szervezése:
Minden városban van pár darab piactér, ahol mindig találni egy rendezvényszervezőt. Ő megmondja, hogy mennyi búza, gyümölcs, hús, rum és bor kell az adott ünnepséghez, ami 3 féle lehet: szerény ünnepség, közepes méretű ünnepség, vagy fényűző ünnepség.
Pestisjárvány:
Minden városban meghatározatlan időnként pestisjárvány tör ki, amely miatt a telepesek elhagyják a várost. A játékban a kezdő városod kormányzója szokta azt a feladatot adni, hogy építs egy kórházat a pestises városban. Egy kórház 60 fába és 60 téglába kerül.
Patkányinvázió:
Ha egy város raktárában túl sok búza, gyümölcs, hús és kukorica halmozódik fel egyszerre, akkor a várost megtámadják a patkányok. Legjobb amit tehetünk ellenük, az az, hogy minél gyorsabban kiürítjük a raktárakat.
Város ellátása:
Az a kormányzó, akinek a városában kezdted a játékot, szokott olyan feladatot adni, amiben kb. 1,5-2 hónapig kell az egyik gyarmati várost ellátnod a szükséges termékekkel. Jutalom ezért a feladatért, hogy automatikusan kapsz az ellátott városban egy építési engedélyt, és automatikusan felépítenek neked egy raktárat.
Készterméket előállító üzemek:
Az üzemeknek nyersanyagokra van szükségük ahhoz, hogy elő tudjanak állítani késztermékeket. A vállalkozások akkor kezdenek termelni, ha van a szükséges nyersanyagból a raktáradban.
Kukorica ---> Hús (Tehenészet)
Cukor ---> Rum (Rumlepárló)
Gyapot ---> Ruha (Textilüzem)
Kender ---> Kötél (Kötélverő műhely)
Gyarmati árut termelő épületek:
Ezeknek az épületeknek mindig szerszám kell, hogy elő tudják állítani az adott terméket.
1 ültetvény esetén 0,2 egység szerszám/nap.